# Thisbe molela
Thisbe molela is een vlindersoort uit de familie van de prachtvlinders (Riodinidae), onderfamilie Riodininae.
Thisbe molela werd in 1865 beschreven door Hewitson.